# Palolo paloloides
Palolo paloloides är en ringmaskart som först beskrevs av Moore 1909.  Palolo paloloides ingår i släktet Palolo och familjen Eunicidae. Inga underarter finns listade i Catalogue of Life.